# حفلة تنكرية

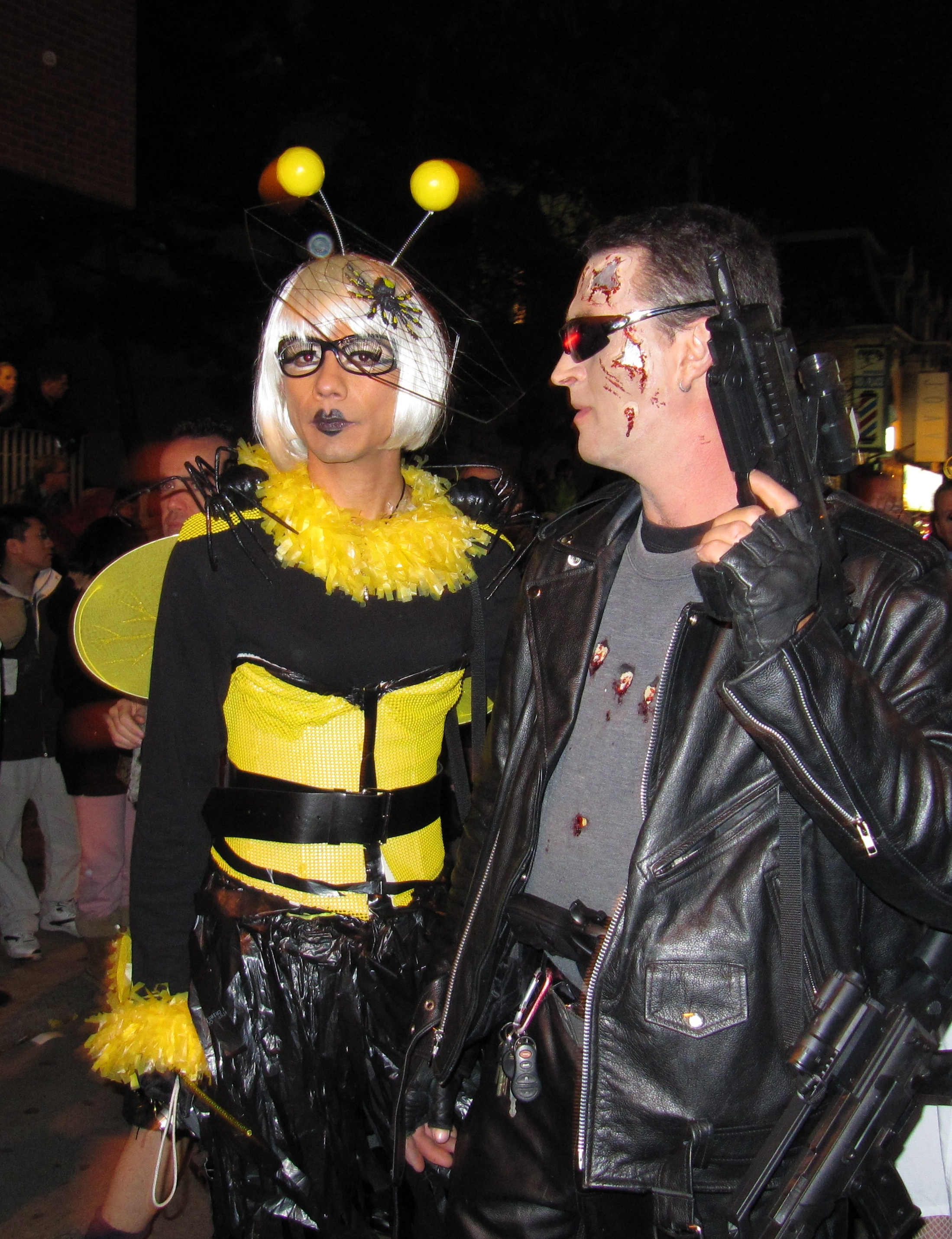

الحفلة التنكر أو تنكرية هي نوع من الحفلات التي يرتدي فيها الحاضرين أزياء تنكر. تشتهر حفلات التنكر على وجه الخصوص بالترافق مع عيد جميع القديسين حيث يكون رواد الحفلة من البالغين الذين يكونون كبار جداً على ممارسة لعبة خدعة أم حلوى. في الولايات المتحدة الأمريكية تكون حفلات التنكر أيضاً في موسم الكرنفالات.